# Biarritz
Biarritz là một xã trong tỉnh Pyrénées-Atlantiques, thuộc vùng Nouvelle-Aquitaine của nước Pháp, có dân số là 33.600 người (thời điểm 2006).

## Khí hậu
| Dữ liệu khí hậu của Biarritz-Anglet (1981–2010)           | Dữ liệu khí hậu của Biarritz-Anglet (1981–2010) | Dữ liệu khí hậu của Biarritz-Anglet (1981–2010) | Dữ liệu khí hậu của Biarritz-Anglet (1981–2010) | Dữ liệu khí hậu của Biarritz-Anglet (1981–2010) | Dữ liệu khí hậu của Biarritz-Anglet (1981–2010) | Dữ liệu khí hậu của Biarritz-Anglet (1981–2010) | Dữ liệu khí hậu của Biarritz-Anglet (1981–2010) | Dữ liệu khí hậu của Biarritz-Anglet (1981–2010) | Dữ liệu khí hậu của Biarritz-Anglet (1981–2010) | Dữ liệu khí hậu của Biarritz-Anglet (1981–2010) | Dữ liệu khí hậu của Biarritz-Anglet (1981–2010) | Dữ liệu khí hậu của Biarritz-Anglet (1981–2010) | Dữ liệu khí hậu của Biarritz-Anglet (1981–2010) |
| Tháng                                                     | 1                                               | 2                                               | 3                                               | 4                                               | 5                                               | 6                                               | 7                                               | 8                                               | 9                                               | 10                                              | 11                                              | 12                                              | Năm                                             |
| --------------------------------------------------------- | ----------------------------------------------- | ----------------------------------------------- | ----------------------------------------------- | ----------------------------------------------- | ----------------------------------------------- | ----------------------------------------------- | ----------------------------------------------- | ----------------------------------------------- | ----------------------------------------------- | ----------------------------------------------- | ----------------------------------------------- | ----------------------------------------------- | ----------------------------------------------- |
| Cao kỉ lục °C (°F)                                        | 23.4 (74.1)                                     | 28.9 (84.0)                                     | 29.7 (85.5)                                     | 32.1 (89.8)                                     | 34.8 (94.6)                                     | 39.2 (102.6)                                    | 39.8 (103.6)                                    | 40.6 (105.1)                                    | 37.0 (98.6)                                     | 32.2 (90.0)                                     | 27.8 (82.0)                                     | 25.1 (77.2)                                     | 40.6 (105.1)                                    |
| Trung bình ngày tối đa °C (°F)                            | 12.0 (53.6)                                     | 12.8 (55.0)                                     | 15.0 (59.0)                                     | 16.2 (61.2)                                     | 19.6 (67.3)                                     | 22.1 (71.8)                                     | 24.1 (75.4)                                     | 24.7 (76.5)                                     | 23.2 (73.8)                                     | 20.0 (68.0)                                     | 15.1 (59.2)                                     | 12.5 (54.5)                                     | 18.1 (64.6)                                     |
| Tối thiểu trung bình ngày °C (°F)                         | 4.8 (40.6)                                      | 5.0 (41.0)                                      | 7.0 (44.6)                                      | 8.5 (47.3)                                      | 11.6 (52.9)                                     | 14.6 (58.3)                                     | 16.7 (62.1)                                     | 17.0 (62.6)                                     | 14.5 (58.1)                                     | 11.9 (53.4)                                     | 7.7 (45.9)                                      | 5.5 (41.9)                                      | 10.4 (50.7)                                     |
| Thấp kỉ lục °C (°F)                                       | −12.7 (9.1)                                     | −11.5 (11.3)                                    | −7.2 (19.0)                                     | −1.3 (29.7)                                     | 3.3 (37.9)                                      | 5.3 (41.5)                                      | 9.2 (48.6)                                      | 8.6 (47.5)                                      | 5.3 (41.5)                                      | −0.6 (30.9)                                     | −5.7 (21.7)                                     | −8.9 (16.0)                                     | −12.7 (9.1)                                     |
| Lượng Giáng thủy trung bình mm (inches)                   | 128.8 (5.07)                                    | 111.5 (4.39)                                    | 103.5 (4.07)                                    | 129.7 (5.11)                                    | 113.9 (4.48)                                    | 87.8 (3.46)                                     | 69.3 (2.73)                                     | 98.4 (3.87)                                     | 119.6 (4.71)                                    | 152.1 (5.99)                                    | 185.9 (7.32)                                    | 150.4 (5.92)                                    | 1.450,9 (57.12)                                 |
| Số ngày giáng thủy trung bình (≥ 1 mm)                    | 13.4                                            | 12.0                                            | 11.9                                            | 13.6                                            | 12.9                                            | 10.4                                            | 8.8                                             | 9.6                                             | 9.7                                             | 12.5                                            | 13.0                                            | 12.6                                            | 140.5                                           |
| Số ngày tuyết rơi trung bình                              | 0.8                                             | 1.0                                             | 0.3                                             | 0.1                                             | 0.0                                             | 0.0                                             | 0.0                                             | 0.0                                             | 0.0                                             | 0.0                                             | 0.3                                             | 0.5                                             | 3.0                                             |
| Độ ẩm tương đối trung bình (%)                            | 77                                              | 75                                              | 73                                              | 77                                              | 78                                              | 81                                              | 80                                              | 81                                              | 80                                              | 78                                              | 79                                              | 78                                              | 78.1                                            |
| Số giờ nắng trung bình tháng                              | 100.2                                           | 114.1                                           | 164.4                                           | 169.4                                           | 193.7                                           | 203.3                                           | 209.0                                           | 206.8                                           | 192.8                                           | 141.7                                           | 103.8                                           | 88.3                                            | 1.887,3                                         |
| Nguồn 1: Météo France                                     |                                                 |                                                 |                                                 |                                                 |                                                 |                                                 |                                                 |                                                 |                                                 |                                                 |                                                 |                                                 |                                                 |
| Nguồn 2: Infoclimat.fr (độ ẩm, ngày tuyết rơi, 1961–1990) |                                                 |                                                 |                                                 |                                                 |                                                 |                                                 |                                                 |                                                 |                                                 |                                                 |                                                 |                                                 |                                                 |

## Các thành phố kết nghĩa
- Augusta, Georgia, Hoa Kỳ
- , Cascais, Bồ Đào Nha
- , Ixelles, Bỉ
- , Saragossa, Tây Ban Nha

## Những người con của thành phố
- Jean Borotra (1898–1994), vận động viên quần vợt
- Pauline Carton (1884–1974), nữ diễn viên sân khấu và điện ảnh
- André Dassary (1912–1987), ca sĩ opera
- Léopold Eyharts (1957–), phi hành gia
- Ernest Fourneau (1872–1949), nhà hóa học, người phát hiện ra sulfamid
- Arnaud Massy, (1877–1950), chơi golf
- Maurice Journeau, (1898–1999), nhà soạn nhạc